# Немачки Семпетар
Немачки Семпетар (рум. Sânpetru German) је насељено место у општини Секусић, округ Арад у Румунији..

## Прошлост
Аустријски царски ревизор Ерлер је 1774. године констатовао да "Сент Петер" припада Сентандрашком округу, Темишварског дистрикта. У месту су царинарница, римокатоличка црква, српски православни манастир а становништво је било претежно немачко.

## Становништво
Према попису из 2002. године у насељу живи 2.100 становника, од чега Румуни чине 81%, Мађари 11%, Роми 5% а Немци, некад у већини, свега 2%.